# Rayman (serie de jocuri)
Rayman este o franciză de jocuri video, publicată de Ubisoft. De la lansarea originalului Rayman, conceput de Michel Ancel în 1995, seria a produs un total de 45 de jocuri pe mai multe platforme.